# ماكسيميليان ثيودور بوخ
ماكسيميليان ثيودور بوخ (بالفنلندية: Maximilian Theodor Buch)‏ هو طبيب فنلندي، ولد في 1850، وتوفي في 6 يناير 1920.